# Apuleius

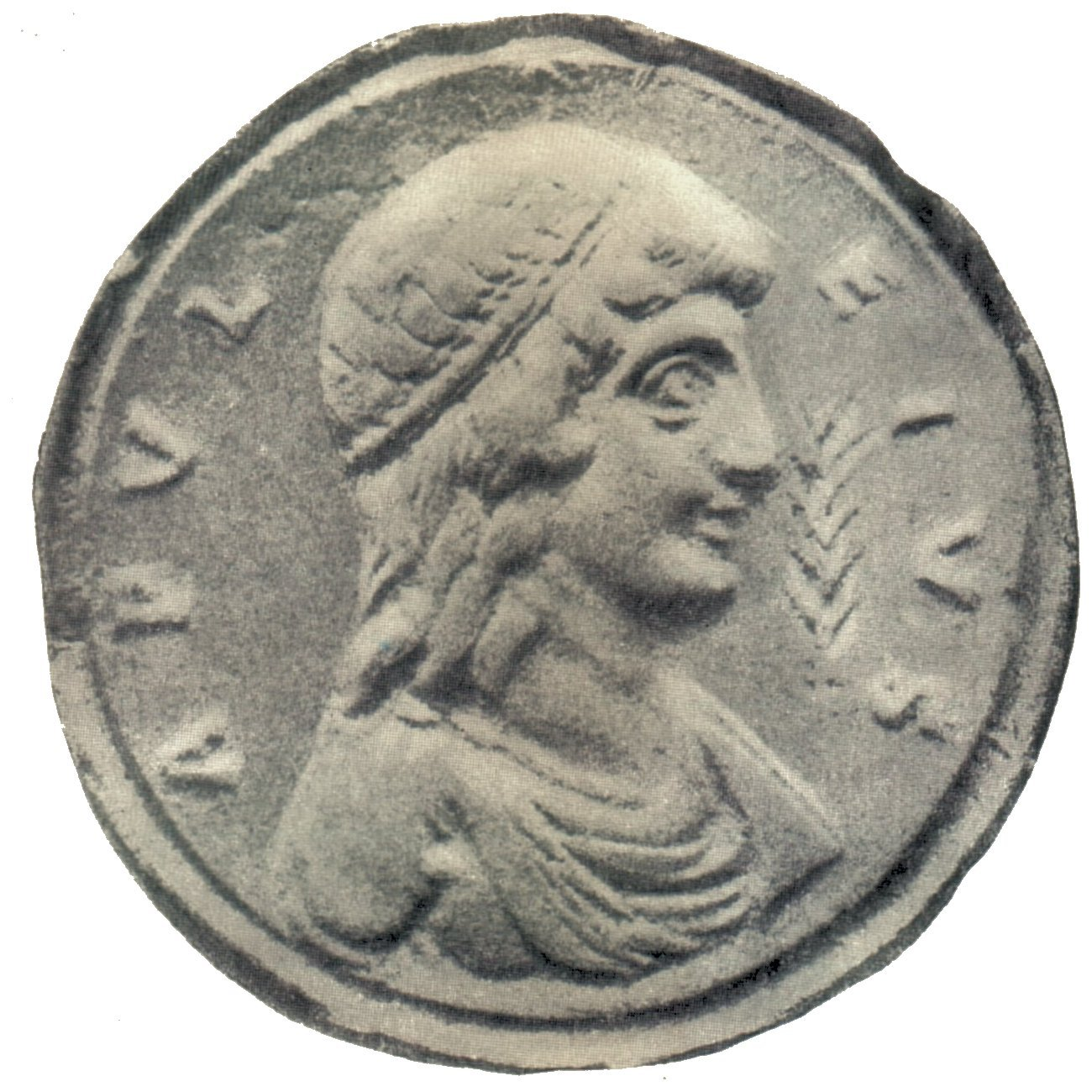
Medalj från 300-talet föreställande Apuleius

Apuleius, född cirka 124 i Madauros, i Numidien (nuvarande M'Daourouch i Souk Ahrasprovinsen, Algeriet), död cirka 180, var en romersk författare, filosof och retoriker av getulo-numidiskt ursprung. Han är mest känd för sin roman Den gyllene åsnan.

## Biografi
Apuleius föddes i den romerska kolonin Madauros i provinsen Numidien, och han beskrev sig själv som halvnumidier och halvgetulier. Hans far var en lokal tjänsteman (duumvir) som vid sin död ägde nästan två miljoner sestertier, vilket delades mellan Apuleius och hans bror. Efter faderns död studerade han i Kartago och Aten där han lärde sig grekisk retorik och platonsk filosofi. Han reste sedan till Rom där han studerade retorik på latin och verkade en tid som sakförare. 
När Apuleius återvände till Afrika igen blev han indragen i en komplicerad rättsprocess. På vägen till Alexandria stannade han i Oea (i nuvarande Tripoli) där han träffade Pontianus, en bekant från tiden i Aten, som rekommenderade Apuleius att gifta sig med hans mor Pudentilla. Pontianus ändrade dock sig (enligt Apuleius var han påverkad av sin svärfar Herennius Rufinus) och Apuleius anklagades för att ha förfört Pudentilla med hjälp av magi. Han försvarade sig mot åtalet i Sabratha inför bland andra prokonsuln av Africa Claudius Maximus, och hans försvarstal Apologia har bevarats.
Apuleius verkade även som präst till Asklepios i provinsen, och statyer restes till hans ära i Kartago och andra städer.

## Eftermäle
Asteroiden 12606 Apuleius är uppkallad efter honom.

## Författarskap
Mest bekant bland Apuelius skrifter är en satirisk-fantastisk sederoman, Metamorphoses, vanligen kallad Den gyllene åsnan (latin: Asinus aureus), skildrande en till åsna förvandlad ynglings sällsamma upplevelser. I romanen, en bearbetning efter en grekisk förebild, är mindre berättelser inlagda, däribland den bekanta sagan om Amor och Psyche (svensk översättning 1877 och 1902), som bland annat inspirerat Rafael till hans berömda fresker i Villa Farnesina i Rom. Arbetet präglas av humor, fantasi och en obestridlig berättartalang. Stilen är egendomligt konstlad, enligt tidsriktningen retorisk och arkaiserande.

## Bibliografi (utgivet på svenska)

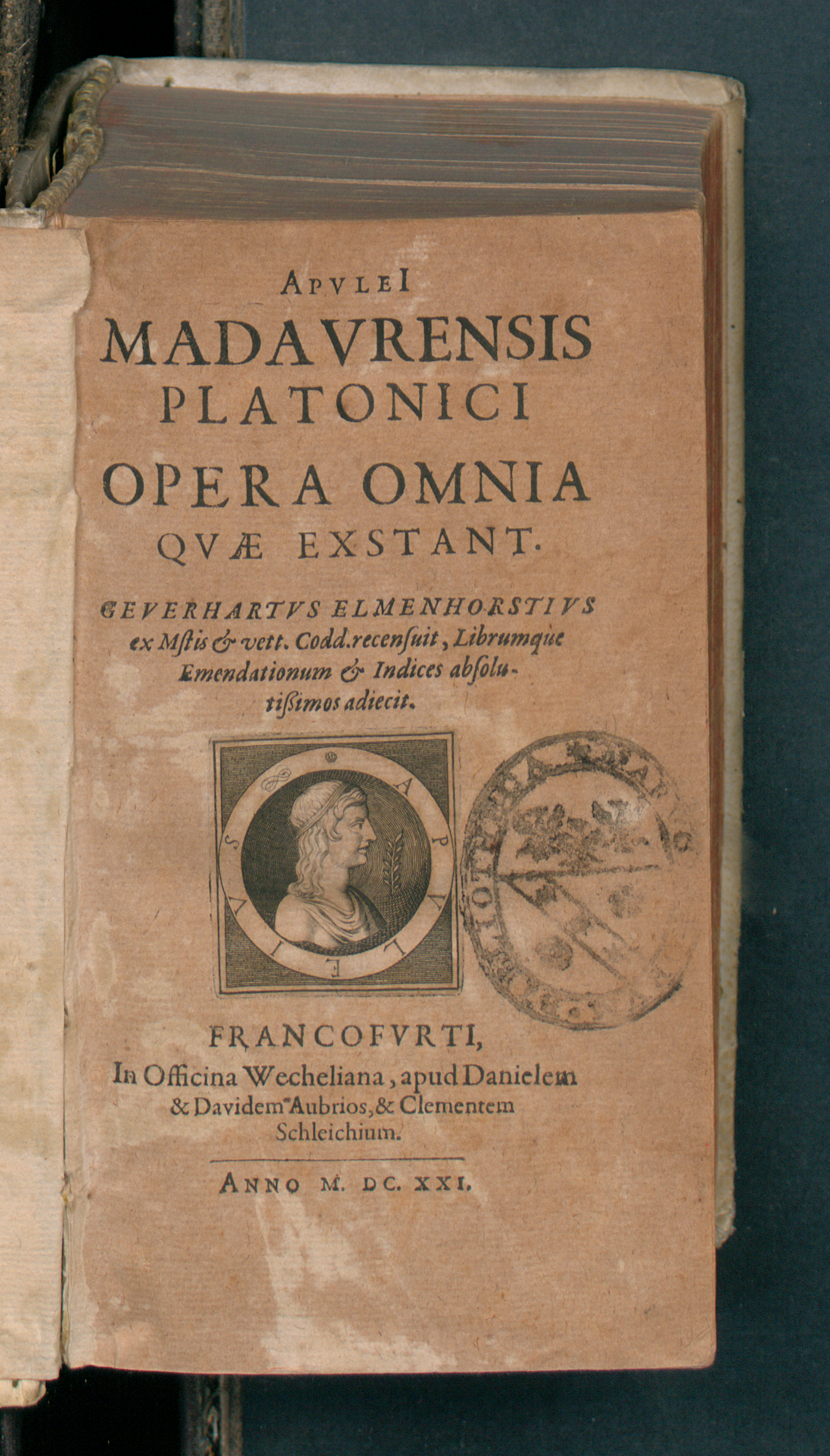
Opera omnia, 1621